# 1967 en musique
| \| • Retour à la chronologie générale de la musique populaire • \| |
| XXIe siècle • XXe siècle • XIXe siècle • XVIIIe siècle XVIIe siècle • XVIe siècle • XVe siècle • XIVe siècle XIIIe siècle • XIIe siècle • XIe siècle • Xe siècle IXe siècle • VIIIe siècle • Haut Moyen Âge • Rome • Grèce |
| • Retour à la chronologie générale de la musique populaire • |

| • Retour à la chronologie générale de la musique populaire • |

| Années de la musique populaire : 1964 - 1965 - 1966 - 1967 - 1968 - 1969 - 1970    |
| Décennies de la musique populaire : 1930 - 1940 - 1950 - 1960 - 1970 - 1980 - 1990 |

Cet article présente les faits marquants de l'année 1967 en musique.

## Événements
- 6 février : Clôture à Cannes du premier Marché international du disque et de l’édition musicale (MIDEM).
- 15 mars au 16 avril : Sylvie Vartan et Johnny Hallyday se produisent ensemble à l'Olympia de Paris.
- 19 mars : Début du premier Festival de Pâques de Salzbourg avec une production de La Walkyrie de Wagner, dirigée et mise en scène par Herbert von Karajan.
- 1er juin : Premier album de David Bowie.
- 16-18 juin: le Festival international de musique pop de Monterey attire 50 000 spectateurs, venus voir les prestations de Jimi Hendrix, Janis Joplin, The Who, The Mamas & The Papas, Jefferson Airplane, Simon and Garfunkel...
- 25 juin : Les Beatles chantent All You Need Is Love à l'émission Our world, retransmis pour la première fois dans 24 pays en Mondovision devant 400 millions de téléspectateurs.
- 5 août : Premier album des Pink Floyd, The Piper at the Gates of Dawn.
- octobre : la salle de concerts mythique de Londres, l'UFO Club, ferme ses portes.
- 16 octobre : Création à Moscou du 2e Concerto pour violon de Dmitri Chostakovitch, interprété par David Oïstrakh.
- 14 novembre : Musicorama de Johnny Hallyday au Palais des sports de Paris, qui engendrera le premier album live de l'histoire, Johnny au Palais des sports.
- 2 décembre : Première édition du festival Rock'n Solex.

## Disques sortis en 1967
- Albums sortis en 1967
- Singles sortis en 1967

## Succès de l'année en France (singles)

### Chansons classées Numéro 1
Cette liste présente, par ordre chronologique, tous les titres s'étant classés à la première place des ventes durant l'année 1967.
- Mireille Mathieu : Paris en colère
- Adamo : Inch'Allah
- Petula Clark : C'est ma chanson
- Enrico Macias : Les millionnaires du dimanche
- Procol Harum : A Whiter Shade of Pale
- Sheila : Adios amor
- The Beatles : All You Need Is Love
- Adamo : Une larme aux nuages
- Mireille Mathieu : La dernière valse

### Chansons francophones
Cette liste présente, par ordre alphabétique, tous les titres francophones s'étant classés parmi les 10 premières places des ventes hebdomadaires durant l'année 1967.
- Adamo : Inch'Allah
- Adamo : Notre roman
- Adamo : Une larme aux nuages
- Anne Vanderlove : Ballade en novembre
- Claude François : J’attendrai
- Claude François : Car tout le monde a besoin d’amour
- Claude François : Mais quand le matin
- Claude François : Comme d'habitude
- Eddy Mitchell : Bye bye prêcheur
- Eddy Mitchell : Alice
- Enrico Macias : Les millionnaires du dimanche
- Enrico Macias : Puisque l’amour commande
- Eric Charden : Le monde est gris, le monde est bleu
- Georges Chelon : Evelyne
- Hugues Aufray : Il faut ranger ta poupée
- Jacques Dutronc : Les Play-Boys
- Jacques Dutronc : Les Cactus
- Jacques Dutronc : J'aime les filles
- Jacques Dutronc : Le plus difficile
- Joe Dassin : Les Dalton
- John William : La Chanson de Lara
- Johnny Hallyday : Si j'étais un charpentier
- Johnny Hallyday : Hey Joe
- Johnny Hallyday : Amour d'été
- Johnny Hallyday : Petite fille
- Johnny Hallyday : Les chevaliers du ciel
- Johnny Hallyday : San Francisco
- Laurent : Ma reine de Saba
- Les Charlots : Paulette
- Les Compagnons de la chanson : La Chanson de Lara
- Les Sunlights : Ne joue pas au soldat
- Michel Fugain : Je n’aurai pas le temps
- Michel Polnareff : Ta-ta-ta-ta
- Michel Polnareff : Âme câline
- Mireille Mathieu : Paris en colère
- Mireille Mathieu : Viens dans ma rue
- Mireille Mathieu : Ce soir ils vont s'aimer
- Mireille Mathieu : Nous on s'aimera
- Mireille Mathieu : La dernière valse
- Nana Mouskouri : C’est bon la vie
- Nana Mouskouri : Au cœur de septembre
- Nicoletta : La musique
- Nino Ferrer : Le Téléfon
- Pascal Danel : Kilimandjaro
- Petula Clark : C’est ma chanson
- Petula Clark : La dernière valse
- Pierre Perret : Tonton Cristobal
- Richard Anthony : Fille sauvage
- Richard Anthony : Aranjuez, mon amour
- Sacha Distel : Ces mots stupides
- Sandie Shaw : Un tout petit pantin
- Sheila : L’heure de la sortie
- Sheila : La famille
- Sheila : Adios amor
- Sheila : Le kilt
- Sylvie Vartan : 2’35 de bonheur

### Chansons non francophones
Cette liste présente, par ordre alphabétique, tous les titres non francophones s'étant classés parmi les 10 premières places des ventes hebdomadaires durant l'année 1967.
- Anthony Quinn : I love you, you love me
- Bee Gees : Massachusetts
- Frank Sinatra : The world we knew
- Herman’s Hermits : No Milk Today
- Nancy Sinatra & Lee Hazlewood : Jackson
- Procol Harum : A Whiter Shade of Pale
- Sandie Shaw : Puppet on a String
- Scott McKenzie : San Francisco
- The Beatles : Penny Lane
- The Beatles : All You Need Is Love
- The Beatles : Hello, Goodbye
- The Box Tops : The Letter
- The Flower Pot Men : Let’s go to San Francisco
- The Rolling Stones : Let's Spend the Night Together
- The Rolling Stones : We Love You

## Succès internationaux de l’année
Cette liste présente, par ordre alphabétique, les trente titres et albums ayant eu le plus de succès dans les charts internationaux en 1967,.

### Singles
- Aretha Franklin : Respect
- Bee Gees : Massachusetts
- Bobbie Gentry : Ode to Billie Joe
- Engelbert Humperdinck : The last waltz
- Engelbert Humperdinck : Release me (and let me love again)
- Jefferson Airplane : White rabbit
- Lulu : To Sir, with love
- Nancy Sinatra & Frank Sinatra : Somethin' Stupid
- Petula Clark : This is my song
- Procol Harum : A Whiter Shade of Pale
- Royal Guardsmen : Snoopy vs the Red Baron
- Sandie Shaw : Puppet on a String
- Scott McKenzie : San Francisco
- The Beatles : All You Need Is Love
- The Beatles : Hello, Goodbye
- The Beatles : Penny Lane
- The Beatles : Strawberry Fields Forever
- The Box Tops : The Letter
- The Doors : Light My Fire
- The Monkees : I'm a Believer
- The Monkees : Daydream Believer
- The Monkees : A little bit me, a little bit you
- The Rolling Stones : Ruby Tuesday
- The Seekers : Georgy girl
- The Small Faces : Itchycoo Park
- The Tremeloes : Silence is golden
- The Turtles : Happy together
- The Young Rascals : Groovin'
- Tom Jones : Green green grass of home
- Van Morrison : Brown Eyed Girl

### Albums
- Aretha Franklin : I Never Loved a Man the Way I Love You
- Bobbie Gentry : Ode to Billie Joe
- Bob Dylan : Greatest hits
- Cream : Disraeli Gears
- Elvis Presley : How great thou art
- Engelbert Humperdinck : The last waltz
- Herb Alpert : Sounds like
- Herb Alpert : SRO
- Jefferson Airplane : Surrealistic Pillow
- Jimi Hendrix : Are You Experienced
- Jimi Hendrix : Axis: Bold as Love
- Love : Forever Changes
- Pink Floyd : The Piper at the Gates of Dawn
- The Beatles : Sgt Pepper's lonely hearts club band
- The Byrds : Younger Than Yesterday
- The Byrds : Greatest hits
- The Doors : The Doors
- The Doors : Strange days
- The Four Tops : Greatest hits
- The Kinks : Something Else by the Kinks
- The Monkees : More of the Monkees
- The Monkees : Headquarters
- The Monkees : Pisces, Aquarius, Capricorn and Jones Ltd.
- The Rolling Stones : Between the Buttons
- The Rolling Stones : Flowers
- The Temptations : Greatest hits
- The Velvet Underground : The Velvet Underground and Nico
- The Who : The Who Sell Out
- Traffic : Mr. Fantasy
- Un homme et une femme

## Récompenses
- États-Unis : 10e édition des Grammy Awards
- Europe : Concours Eurovision de la chanson 1967

## Formations de groupes
- Groupe de musique formé en 1967

## Naissances
- 14 janvier : Zakk Wylde, guitariste de Ozzy Osbourne et Black Label Society
- 20 février : Kurt Cobain, guitariste et chanteur de Nirvana († 5 avril 1994)
- 17 mars : Billy Corgan, chanteur de The Smashing Pumpkins
- 29 mai : Noel Gallagher, compositeur et guitariste du groupe de rock britannique Oasis
- 7 juin : Dave Navarro, guitariste des groupes Jane's Addiction et Red Hot Chili Peppers
- 6 juillet : Heather Nova, autrice-compositrice-interprète britannique
- 10 juillet : Rebekah Del Rio, musicienne américaine († 23 juin 2025)
- 21 août : Serj Tankian, chanteur de System of a Down
- 22 août : Layne Staley, chanteur de Alice in Chains († 5 avril 2002)
- 13 septembre : Stephen Perkins, batteur de Jane's Addiction
- 26 septembre : Shannon Hoon, chanteur de Blind Melon († 21 octobre 1995)
- 2 octobre : Bud Gaugh, batteur du groupe Sublime
- 27 octobre : 
  - Scott Weiland, chanteur des groupes Stone Temple Pilots et Velvet Revolver
  - Joeystarr, rappeur français
- 3 novembre : Steven Wilson, chanteur de Porcupine Tree
- 7 novembre : 
  - David Guetta, DJ, auteur-compositeur et producteur français 7 novembre
  - Sharleen Spiteri, chanteuse du groupe Texas.
- 25 décembre : Jason Thirsk, bassiste de Pennywise († 29 juillet 1996)

## Décès
- 23 mars : Pete Johnson, pianiste de boogie-woogie américain
- 17 juillet :  John Coltrane, saxophoniste de jazz américain
- 10 décembre : Otis Redding, chanteur de soul music américain
- 30 décembre :  Bert Berns, compositeur de soul music américain